# بالاش باران بال
بالاش باران بال (البنغالية: পলশ বरন পল Palāś Baran Pāl ، ولد : 1955) عالم فيزياء نظرية هندي، وأستاذ فخري في قسم الفيزياء بكلية العلوم ، جامعة كلكتا ، كولكاتا ،  كاتب،   لغوي  وشاعر. مجال بحثه الرئيسي هو فيزياء الجسيمات . أعماله في مجال فيزياء النيوترينو والمعالجة النسبية لخصائص الجسيمات في المادة معترف بها جيدًا في مجتمع فيزياء الجسيمات. وبصرف النظر عن مساهماته العلمية، فقد قام بتأليف كتب مدرسية مشهورة في الفيزياء بالإضافة إلى العديد من المؤلفات العلمية الشعبية باللغة البنغالية لنشر العلوم.